# Charles Roka
Charles Roka (Róka Károly) (Ungheria, 1912 – Bærum, 1999) è stato un pittore ungherese residente in Norvegia, il cui nome è legato soprattutto all'eccesso kitsch.
Roka nacque in Ungheria nel 1912. Dopo aver completato gli studi all'Accademia di Belle Arti di Budapest, intraprese un viaggio attraverso tutta l'Europa. Nel 1937 si stabilì definitivamente in Norvegia, e visse a Bærum (poco fuori Oslo) fino alla morte.
Nel 1939 dipinse la sua prima opera, il mezzo-nudo intitolato Gipsy Girl (letteralmente: "Gitana", "Vagabonda"), la cui ispirazione prese alcuni anni prima a Marsiglia. Furono le numerose varianti di questa "Gitana" che decretarono il successo economico di Roka, ma la sfortuna come artista (la cui carriera rimase quasi esclusivamente legata a questo dipinto).
Roka venne sempre rifiutato dal mondo dell'arte, e non fu mai amato dalla critica. Le opere che raffiguravano altri soggetti, come quelle del folklore ungherese, non vennero mai prese in considerazione dai circoli intellettuali europei. 
Roka riuscì a fare alcune mostra a Madrid, Barcellona e Losanna, e divenne molto popolare in Scandinavia. Nel 1982, a causa di una malattia, fu costretto a smettere di dipingere.
Nel 2005, Haugar Vestfold Kunstmuseum concepì una mostra estiva intitolata Prince of Kitsch ("Principe del Kitsch"), esibendo circa 80 dei suoi lavori. Fu la prima volta che una galleria d'arte venerabile e riconosciuta appese i lavori di Roka ai propri muri.
| Controllo di autorità | Europeana agent/base/164573 |